# Bosruck

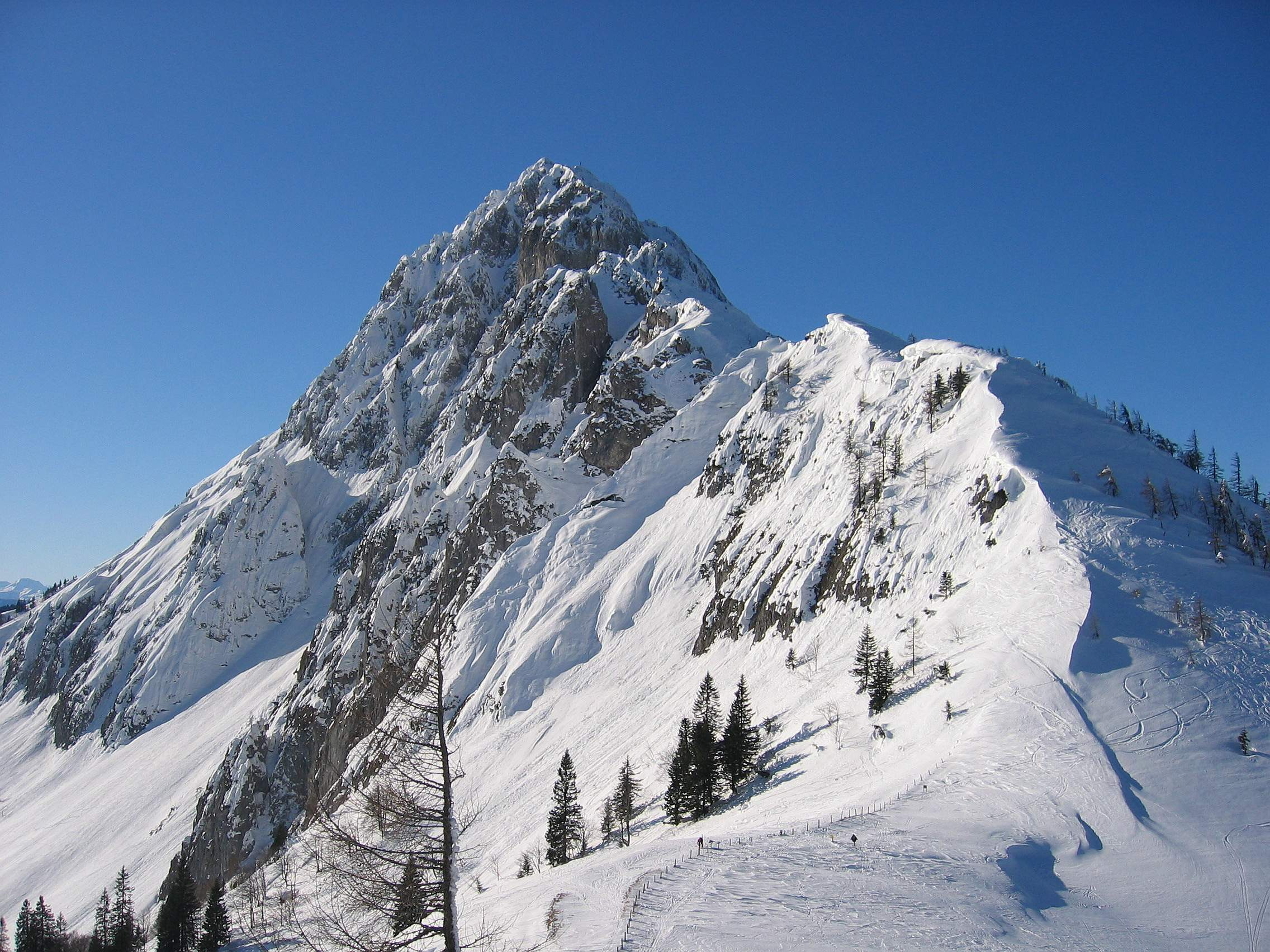
Bosruck Südostseite mit Arlingsattel

Der Bosruck ist mit 1992 m ü. A. Höhe der westlichste Berg in den Haller Mauern an der Grenze zwischen Oberösterreich und der Steiermark. Der langgestreckte Bergrücken befindet sich zwischen dem Pyhrnpass im Westen und dem Arlingsattel im Osten. Westlich des Hauptgipfels befinden sich die Vorgipfel Lahnerkogel und Kitzstein, östlich vorgelagert ist die Frauenmauer. Bosruck bezieht sich auf die langgestreckte Form des Berges und leitet sich von Bocksrücken ab.

## Wege
Auf den Bosruck führen drei offizielle Wege, welche teilweise seilversichert sind.
- Vom Pyhrnpass über die Fuchsalm auf den Lahnerkogel. Ab dem Lahnerkogel bewegt man sich am Grat und erreicht über den Kitzstein den Gipfel des Bosruck. Für die Begehung des Grates sind Trittsicherheit und Schwindelfreiheit erforderlich.
- Von der Ardningalm über den Kitzstein auf den Gipfel.
- Vom Arlingsattel über die Wildfrauenhöhle auf den Bosruck. Bei dieser Variante handelt es sich um einen Klettersteig (Wildfrauensteig) der Schwierigkeit A/B.

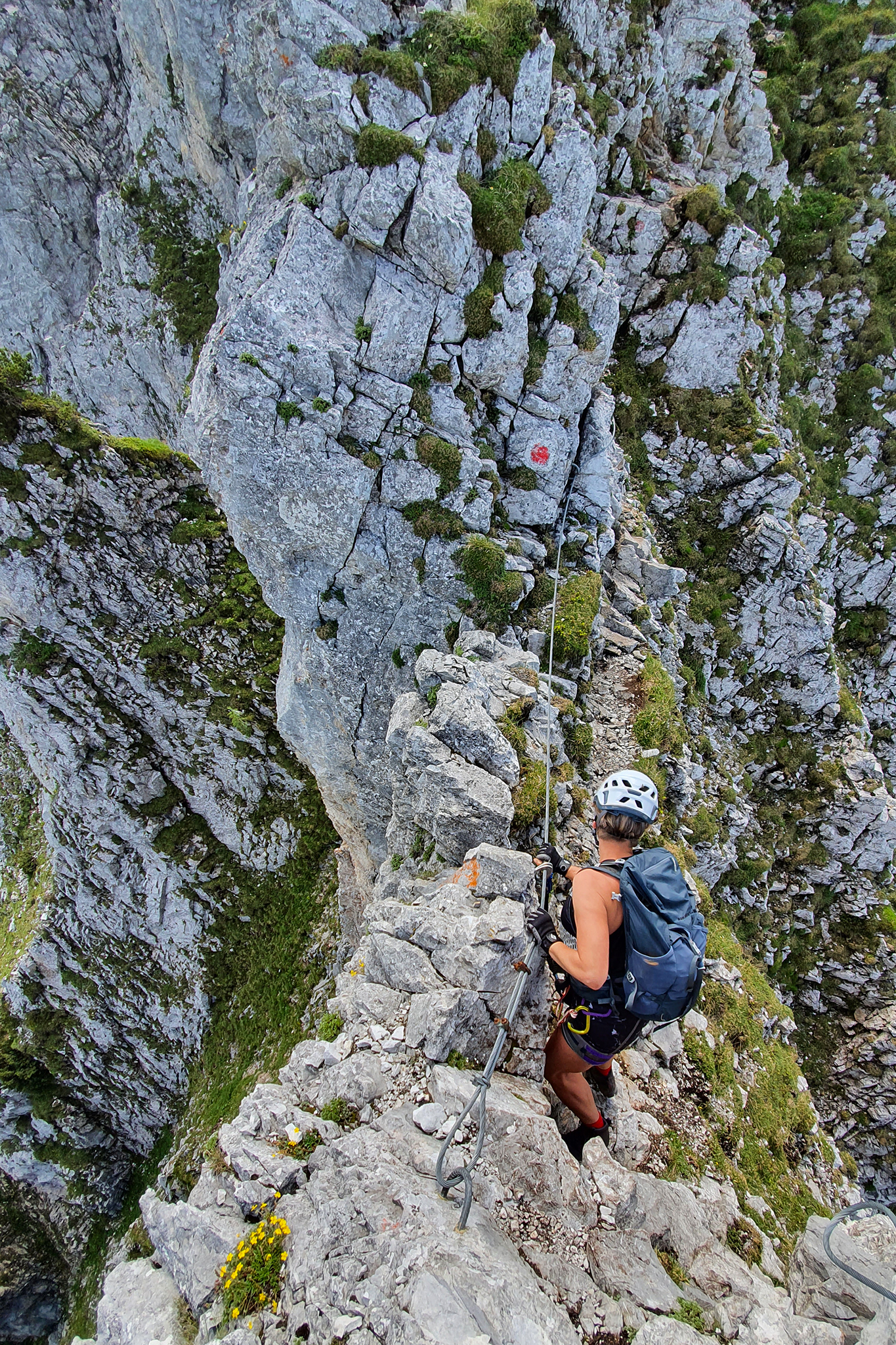
Wildfrauensteig
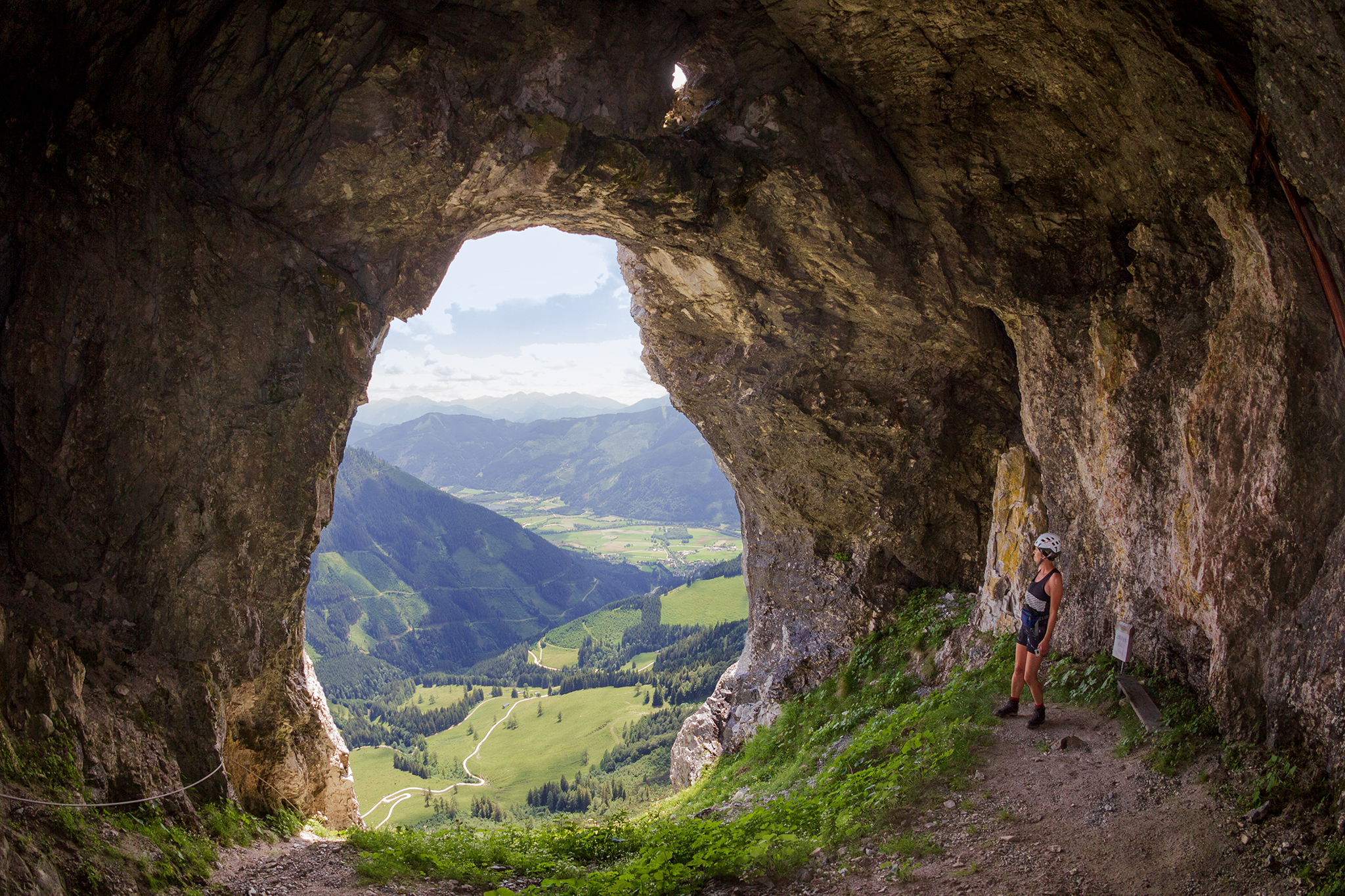
Wildfrauenhöhle

## Tunnel
Musste der Berg früher über den 954 m hohen Pyhrnpass (zwischen Bosruck und Warscheneck) umfahren werden, führen heute die zwei Bosrucktunnel durch den Berg. Sowohl die Pyhrn Autobahn als auch die Pyhrnbahn führen so in separaten Tunneln von Spital am Pyhrn nach Ardning/Liezen. Der Autobahntunnel ist 5400 m lang und besitzt zwei Tunnelröhren, jeweils eine je Fahrtrichtung mit zwei Fahrstreifen. Die zweite Röhre wurde im Juli 2013 eröffnet; nach der Generalsanierung der Bestandsanlage wurde im Oktober 2015 der zweiröhrige Betrieb aufgenommen.